# Renée Taylor (hockey sur gazon)
Pour les articles homonymes, voir Taylor.
Renée Taylor née le 28 septembre 1996 à Everton Park, est une joueuse de hockey sur gazon australienne. Elle évolue au poste de défenseure au Queensland Scorchers et avec l'équipe nationale australienne.
Elle a participé aux Jeux olympiques d'été de 2020.

## Carrière

### Coupe du monde
- Top 8 : 2018

### Coupe d'Océanie
- : 2017
- : 2019

### Jeux olympiques
- Top 8 : 2020